# Personal Foul
Personal Foul es una película estadounidense del género drama de 1987, dirigida por Ted Lichtenfeld, que a su vez la escribió, se encargó de la producción Kathleen Long, en la fotografía estuvo John LeBlanc y el elenco está compuesto por David Morse, Adam Arkin, F. William Parker y Susan Wheeler Duff, entre otros. Este largometraje se estrenó el 14 de agosto de 1987.

## Sinopsis
Una historia acerca de un vagabundo que comienza una amistad con un profesor del colegio primario, que es una muy buena persona.